# NGC 4713
NGC 4713 ist eine aktive Balken-Spiralgalaxie mit ausgedehnten Sternentstehungsgebieten vom Hubble-Typ SBcd im Sternbild Jungfrau am Nordsternhimmel. Sie ist schätzungsweise 26 Millionen Lichtjahre von der Milchstraße entfernt und hat einen Durchmesser von etwa 20.000 Lichtjahren.
Im selben Himmelsareal befindet sich u. a. die Galaxie NGC 4734.
Das Objekt wurde am 17. April 1786 von dem Astronomen Wilhelm Herschel mit Hilfe seines 18,7 Zoll-Spiegelteleskops entdeckt.